# Ouest (Haiti)

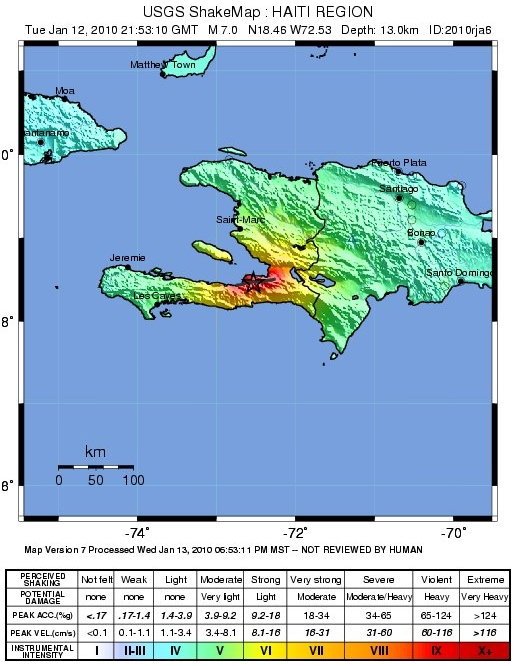
Karta över jordbävningen 2010

Ouest, (haitisk kreol: Lwès) är ett av tio administrativa departement i Haiti. Huvudort är Port-au-Prince, och befolkningen uppgick till 3,7 miljoner invånare 2009. Ouest gränsar till departementen Artibonite, Centre, Nippes, Sud-Est och till Dominikanska republiken. Gonâve, Haitis största ö, tillhör departementet. 

## Historia
Den 12 januari 2010 drabbades departementet av en jordbävning med magnituden 7,0.

## Administrativ indelning
Departementet är indelat i fem arrondissement som i sin tur är indelade i tjugo
kommuner. 
- Arcahaie
  1. Arcahaie
  2. Cabaret

- Croix-des-Bouquets
  1. Cornillon
  2. Croix-des-Bouquets
  3. Fonds Verrettes
  4. Ganthier
  5. Thomazeau

- Gonâve
  1. Anse-à-Galets
  2. Pointe-à-Raquette

- Léogâne
  1. Grand-Goâve
  2. Léogâne
  3. Petit-Goâve

- Port-au-Prince
  1. Carrefour
  2. Cité Soleil
  3. Delmas
  4. Gressier
  5. Kenscoff
  6. Pétionville
  7. Port-au-Prince
  8. Tabarre